# Панамериканский чемпионат по дзюдо 2001
Панамериканский чемпионат по дзюдо 2001 года прошёл 16-22 ноября в городе Кордова (Аргентина) под эгидой Панамериканского союза дзюдо. Чемпионат был 26-м по счёту. На чемпионате первенствовали спортсмены Бразилии, завоевавшие 15 медалей: по 6 золотых и бронзовых и 3 серебряных. Всего наград удостоились спортсмены 12 стран.

## Медалисты

### Мужчины
| Категория            | Золото                                  | Серебро                                    | Бронза                                                                  |
| -------------------- | --------------------------------------- | ------------------------------------------ | ----------------------------------------------------------------------- |
| до 55 кг             | Роберт Гомес · Доминиканская Республика | Хавьер Гуэдес · Венесуэла                  | Джастин Чин · Канада Борис Лопес · Эквадор                              |
| до 60 кг             | Тэйлор Таката · США                     | Рейвер Алваренга · Венесуэла               | Жуан Дерли · Бразилия Мигель Албаррасин · Аргентина                     |
| до 66 кг             | Хорхе Ленсина · Аргентина               | Йорданис Аренсибиа · Куба                  | Рейнальдо дос Сантос · Бразилия Хуан Хасинто · Доминиканская Республика |
| до 73 кг             | Серхио Оливейра · Бразилия              | Орландо Фуэнтес · США                      | Эрнст Ларак · Гаити Герман Корреа · Перу                                |
| до 81 кг             | Габриэль Артеага · Куба                 | Флавио Онорато · Бразилия                  | Маркос Рейес · Доминиканская Республика Ариэль Сганга · Аргентина       |
| до 90 кг             | Брайан Олсон · США                      | Хосе Геральдино · Доминиканская Республика | Кейт Морган · Канада Ренато Дагнино · Бразилия                          |
| до 100 кг            | Леонардо Лейте · Бразилия               | Рамон Аяла · Пуэрто-Рико                   | Хосе Васкес · Доминиканская Республика Андрес Лофорте · Аргентина       |
| свыше 100 кг         | Фабиано Замбонети · Бразилия            | Орландо Бассино · Аргентина                | Энтони Тёрнер · США Ричард Диас · Венесуэла                             |
| Абсолютная категория | Леонардо Лейте · Бразилия               | Орландо Бассино · Аргентина                | Карлос Сантьяго · Пуэрто-Рико Ато Хэнд · США                            |

### Женщины
| Категория            | Золото                     | Серебро                                 | Бронза                                                  |
| -------------------- | -------------------------- | --------------------------------------- | ------------------------------------------------------- |
| до 44 кг             | Татьяна Лима · Бразилия    | Ярелис Суэро · Доминиканская Республика | Эрлин Кариос · Венесуэла Сесилия Бонди · Аргентина      |
| до 48 кг             | Андреа Родригес · Бразилия | Ирэн Коронел · Аргентина                | Даниеска Каррион · Куба Даниеска Веласкес · Куба        |
| до 52 кг             | Амината Салл · Канада      | Есис Баррето · Венесуэла                | Займарис Кальдерон · Куба Валерия Паломино · Эквадор    |
| до 57 кг             | Юрислейди Лупетей · Куба   | Таня Феррейра · Бразилия                | Телита Эллис · США Мишель Бэкингем · Канада             |
| до 63 кг             | Софи Робердж · Канада      | Анайсис Саррия · Куба                   | Ваня Исии · Бразилия Грейс Дживиден · США               |
| до 70 кг             | Регла Зулуэта · Куба       | Мари-Элен Чисхольм · Канада             | Кристина Себастия · Бразилия Лилиана Каррерас · Эквадор |
| до 78 кг             | Юрисел Лаборде · Куба      | Джасинте Мэлони · Канада                | Эми Тонг · США Дебора де Соуза · Бразилия               |
| свыше 78 кг          | Дайма Бельтран · Куба      | Присцила Маркес · Бразилия              | Ванесса Замботти · Мексика Лорена Брисено · Аргентина   |
| Абсолютная категория | Дайма Бельтран · Куба      | Лорена Брисено · Аргентина              | Кармен Чала · Эквадор Ванесса Замботти · Мексика        |

## Медальный зачёт
*   Принимающая страна (Аргентина)
| Место           | Страна                   | Золото | Серебро | Бронза | Всего |
| --------------- | ------------------------ | ------ | ------- | ------ | ----- |
| 1               | Бразилия                 | 6      | 3       | 6      | 15    |
| 2               | Куба                     | 6      | 2       | 3      | 11    |
| 3               | Канада                   | 2      | 2       | 3      | 7     |
| 4               | США                      | 2      | 1       | 5      | 8     |
| 5               | Аргентина*               | 1      | 4       | 5      | 10    |
| 6               | Доминиканская Республика | 1      | 2       | 3      | 6     |
| 7               | Венесуэла                | 0      | 3       | 2      | 5     |
| 8               | Пуэрто-Рико              | 0      | 1       | 1      | 2     |
| 9               | Эквадор                  | 0      | 0       | 4      | 4     |
| 10              | Мексика                  | 0      | 0       | 2      | 2     |
| 11              | Гаити                    | 0      | 0       | 1      | 1     |
| 11              | Перу                     | 0      | 0       | 1      | 1     |
| Всего стран: 12 | Всего стран: 12          | 18     | 18      | 36     | 72    |